# Горьковское водохранилище
Го́рьковское водохрани́лище — водохранилище на реке Волге, образованное плотиной Нижегородская ГЭС. Расположено в Ярославской, Костромской, Ивановской и Нижегородской областях. Входит в Волжско-Камский каскад. Из-за своих размеров, а также из-за штормов с высотой волны более 2 метров, имеет неофициальное название Горьковское море.
Названо в честь города Горького (ныне Нижний Новгород), который, в свою очередь, носил имя советского писателя Максима Горького.
Водохранилище играет ключевую роль в энергетике, судоходстве и рыболовстве региона. Вместе с тем его экологическое состояние и условия эксплуатации являются предметом научных исследований, выявляющих как исторические проблемы загрязнения, так и особенности гидрологического режима и его влияния на биоресурсы.

## Общие сведения
Площадь водохранилища составляет 1590 км², объём — 8,71 км³, длина — 440 км, ширина — до 14 км, средняя глубина — 3,65 м, максимальная — 22 м. Высота над уровнем моря (НПУ) — 84 м.
Площадь зеркала водохранилища является динамической величиной, зависящей от уровня воды. Согласно исследованиям 1997—2020 годов, проведённым на основе данных дистанционного зондирования Земли (спутники Landsat), площадь Горьковского водохранилища при нормальном подпорном уровне (НПУ) 84 м была уточнена и составляет 1448 км² (144,8 тыс. га). Это значение заметно отличается от более ранних данных (1590—1610 км²), что связано с использованием современных, более точных методов измерения. Также была выявлена сезонная динамика: максимальная площадь наблюдается в мае, в период половодья, а минимальная — в сентябре.
По гидрометеорологическим условиям водохранилище делится на три участка:
- Речной участок — от Рыбинских шлюзов до н.п. Рыбницы. Протяжённость 141 км, ширина русла 0,6-1,0 км.
- Озёрно-речной участок — от н.п. Рыбницы до устья реки Елнать. Протяжённость 191 км, ширина русла 3,0-3,5 км.
- Озёрный участок — от устья реки Елнать до створа Горьковского гидроузла. Протяжённость 97 км, ширина русла от 3 до 14 км.

Верхний участок водохранилища характеризуется затоплением поймы и первой террасы. В районе впадения реки Костромы образован обширный мелководный Костромской залив. Ниже города Юрьевца начинается расширенная озеровидная часть, сформировавшаяся на месте древнего Пучеж-Катунского кратера. Берега в районе города Плёса — высокие и живописные.

## История
Строительство Горьковской ГЭС началось в 1948 году. Заполнение водохранилища началось 24 августа 1955 года и продолжалось до 1957 года. Перепад воды в районе гидроузла составил 17 метров. Подпор вод водохранилища обеспечил создание глубоководного пути до Ярославля и Рыбинска.
В процессе подготовки ложа водохранилища к затоплению было перенесено 2500 индивидуальных дворов, около 5000 общественных зданий, 27 кладбищ и 16 промышленных предприятий. Из-за затопления обширных территорий Сокольский район оказался отрезанным от областного центра Иванова и позднее был передан из Ивановской области в состав Горьковской (ныне Нижегородской).
Начиная с 1953 года, ещё до полного заполнения, Горьковский медицинский институт начал комплексные исследования качества воды и санитарных условий в зоне будущего водохранилища для оценки его состояния и прогнозирования рисков.

## Радиоэкологическое наследие: объект «Глобус-1»
19 сентября 1971 года в Кинешемском районе Ивановской области, в непосредственной близости от акватории Горьковского водохранилища (в 4 км к северо-востоку от деревни Галкино), был произведён мирный подземный ядерный взрыв (ПЯВ) «Глобус-1». Мощность взрыва составила 2,3 килотонны, глубина заложения заряда — 610 м. Официальной целью взрыва было глубинное сейсмическое зондирование земной коры.
Хотя взрыв проектировался как камуфлетный (полностью сдержанный в геологической породе), он сопровождался аварийным выбросом радиоактивных продуктов в атмосферу через затрубное пространство скважины. Дополнительное радиоактивное загрязнение местности произошло в 1976—1977 годах при бурении исследовательских скважин на месте взрыва. Долгое время считалось, что радиоактивное загрязнение носит строго локальный характер.
Однако исследования, проведённые в 2010 году, впервые выявили дальнюю миграцию радионуклидов с подземными водами. Техногенные радионуклиды (цезий-137, стронций-90, тритий) были обнаружены в источниках питьевого водоснабжения (колодцах и скважинах) в населённых пунктах на удалении до 7 км от эпицентра. Причиной миграции стало формирование в результате взрыва «субвертикальной трубообразной зоны дробления горных пород». Эта структура нарушила целостность региональных водоупоров и соединила глубокие геологические горизонты с вышележащими водоносными слоями, создав пути для перемещения загрязнённых подземных вод в сторону Горьковского водохранилища.

## Гидрологический режим
Горьковское водохранилище относится к равнинно-речным водоёмам с сезонным регулированием стока. В отличие от Чебоксарского, которое является транзитным, Горьковское водохранилище в системе Волжского каскада выполняет накопительную функцию. Его режим в значительной степени зависит от работы вышерасположенного Рыбинского гидроузла.
Коэффициент водообмена составляет около шести раз в год. Особенностью весеннего половодья является резкий подъём уровня воды, который после достижения пика сменяется выходом на «плато» — длительный период относительно стабильного высокого уровня. Такой режим создаёт более благоприятные условия для нереста фитофильных рыб по сравнению с водохранилищами, где за пиком следует резкий спад уровня. Плавное снижение уровня на Горьковском водохранилище начинается, как правило, в июне. При этом уровни воды в межгодовой динамике более стабильны, чем на нижележащем Чебоксарском водохранилище, где наблюдаются значительные флуктуации.

## Переформирование берегов
Создание водохранилища и установление нового гидрологического режима привели к запуску интенсивных экзогенных геологических процессов, в первую очередь — к переработке (переформированию) берегов. Основным фактором разрушения береговой линии является абразия, вызванная воздействием ветровых и судовых волн, высота которых в озерной части может превышать 4 м.
Процесс переработки берегов наиболее активен в динамических зонах — срединной и приплотинной (озёрной) частях водохранилища, где большие глубины и длина разгона волн способствуют развитию сильного волнения. Здесь преобладают абразионные, обвальные и оползневые процессы. Исследования показывают, что берега Горьковского водохранилища характеризуются высокой энергией размыва и находятся на стадии, далёкой от стабилизации.
Разрушение берегов представляет угрозу для населённых пунктов и промышленных объектов, расположенных в прибрежной зоне. Для защиты от эрозии применяются различные берегоукрепительные сооружения: каменные наброски, габионы, бетонные плиты. В приплотинной части и вдоль населённых пунктов созданы так называемые «техногенные берега» с использованием бетонированных конструкций.

## Экологическое состояние и качество воды

### Современное состояние и источники загрязнения
Многолетние наблюдения показывают, что прогнозы учёных 1950-х годов во многом оправдались. Качество воды водохранилища на протяжении последних десятилетий оценивается как «загрязнённая» и «грязная» (3-4 класс).
Исследования качества воды в притоках (2011—2014) выявили значительное превышение ПДК по тяжёлым металлам (медь — в 1-27 раз, железо — в 3-9 раз), катионам аммония и трудноокисляемым органическим веществам. Вода в устьях этих рек была признана слаботоксичной с хроническим действием на живые организмы.
Более поздние исследования непосредственно акватории водохранилища (2010—2022) с использованием методов биотестирования подтвердили наличие хронической токсичности. Было установлено статистически значимое снижение плодовитости (репродуктивного успеха) рачков-цериодафний в озерной части водохранилища по сравнению с речной. Это напрямую связано с более высоким уровнем загрязнения воды в нижних отделах, в частности, повышенными концентрациями мышьяка и стронция. Также подтверждено загрязнение тяжёлыми металлами: в 2015 году были зафиксированы превышения ПДК по меди (до 38,3 раза) и цинку (до 3,4 раза), с максимальными концентрациями в районе впадения реки Сёзема. При этом за период 2010—2022 гг. отмечена тенденция к снижению среднего индекса токсичности воды в водохранилище в целом.

### Эвтрофирование и трофический статус
Поступление биогенных веществ с речным стоком приводит к эвтрофированию водохранилища — повышению его биологической продуктивности, что внешне проявляется в «цветении» воды. Согласно многолетним исследованиям (2005—2018), основанным на измерении концентрации хлорофилла-а (ключевого показателя биомассы фитопланктона), трофический статус Горьковского водохранилища в целом оценивается как α-эвтрофный.
Для водоёма характерна выраженная пространственная неоднородность: наблюдается увеличение трофности по направлению от верхних участков к нижним. Наиболее высокие концентрации хлорофилла-а и, соответственно, самый высокий уровень трофности фиксируются в озёрном и приплотинном отделах. Это подтверждает накопительную роль водохранилища, где питательные вещества, поступающие извне, аккумулируются и стимулируют рост фитопланктона. В период наблюдений был также зафиксирован положительный тренд повышения концентрации хлорофилла-а, что свидетельствует о продолжающемся процессе эвтрофикации.

### Мониторинг плёночных загрязнений
Загрязнение акватории плёнками нефтепродуктов и другими поверхностно-активными веществами (ПАВ), связанное с интенсивным судоходством, является одним из ключевых экологических рисков. Для его контроля и прогнозирования последствий разливов специалистами Института прикладной физики РАН была разработана и протестирована система оперативного мониторинга.
Система основана на совмещении дистанционного зондирования и численного моделирования. На маяке аванпорта Горьковского гидроузла была установлена когерентная радиолокационная станция (РЛС) X-диапазона, которая позволяет в реальном времени обнаруживать плёночные загрязнения на водной поверхности по характерному гашению ветровых волн. После обнаружения пятна в действие вступает математическая модель, которая прогнозирует траекторию его дрейфа. Модель учитывает скорости течений в водохранилище и ветровое воздействие, при котором скорость дрейфа плёнки составляет около 3 % от скорости ветра. Комплексные натурные эксперименты подтвердили работоспособность системы, что позволяет использовать её для оперативного реагирования на разливы и минимизации экологического ущерба.

## Ихтиофауна и рыболовство
Водохранилище относится к водоёмам лещево-плотвичного типа. В нём обитают лещ, щука, судак, сом, сазан, жерех, налим, чехонь, густера, синец, пресноводный окунь, язь, берш, плотва, краснопёрка, уклейка, ёрш и карась. Ведётся промышленный и любительский лов.
Успешность естественного воспроизводства рыбы напрямую зависит от гидрологического режима. На Горьковском водохранилище, благодаря более плавному спаду уровня воды после весеннего половодья, условия для нереста более стабильны, чем на Чебоксарском. Это приводит к меньшим, но более равномерным по годам показателям пополнения молоди. Сроки начала нереста у таких видов, как лещ, щука и окунь, положительно коррелируют со сроками наступления пика половодья.
Несмотря на благоприятный гидрограф, основной проблемой, сдерживающей рост рыбных запасов, является нехватка заливаемых нерестилищ.

## Судоходство
Водохранилище является важной частью Единой глубоководной системы. Проход судов ниже по течению обеспечивается двухкамерными шлюзами Городецкого гидроузла.
Согласно классификации Российского Речного Регистра, Горьковское водохранилище, как и Саратовское, отнесено к водным бассейнам разряда «Р». Однако для пассажирских судов, эксплуатирующихся на озёрном участке (от Юрьевца до плотины), установлено дополнительное требование — наличие более высокого класса «О». Это требование действует с 1965 года и, по мнению специалистов, было введено как мера предосторожности из-за недостатка данных о ветро-волновом режиме на момент создания водохранилища.
Сравнительный анализ 2022 года показал, что условия судоходства на Саратовском водохранилище являются более жёсткими: его озёрная часть протяжённее (166 км против 97 км), на нём отсутствуют убежища, защищённые от всех ветров, а высота волн при одинаковой скорости ветра заметно выше. В связи с этим требование о классе «О» для судов на Горьковском водохранилище при отсутствии такового для Саратовского представляется экспертам нелогичным и необоснованным.
На берегах водохранилища расположены города Рыбинск, Тутаев, Ярославль, Кострома, Плёс, Наволоки, Кинешма, Заволжск, Юрьевец, Пучеж, Чкаловск, Заволжье, Городец.